# دوري السوبر الدنماركي 1991–92
دوري السوبر الدنماركي 1991–92 (بالدنماركية: Superligaen 1991-92)‏ هو الموسم 79 من  دوري السوبر الدنماركي. أقيم خلال الفترة 28 يوليو 1991 وحتى 8 يونيو 1992، وأشرف على تنظيمه اتحاد الدنمارك لكرة القدم، وكان عدد الأندية المشاركة فيه  10، وفاز فيه نادي لينغبي.